# Martha Watson
Martha Rae Watson (ur. 19 sierpnia 1946 w Long Beach) – amerykańska lekkoatletka, specjalistka skoku w dal i sprinterka, dwukrotna medalistka igrzysk panamerykańskich, czterokrotna olimpijka.

## Kariera sportowa
Odpadła w kwalifikacjach skoku w dal na igrzyskach olimpijskich w 1964 w Tokio. Zajęła 4. miejsce w tej konkurencji na igrzyskach panamerykańskich w 1967 w Winnipeg oraz 10. miejsce na igrzyskach olimpijskich w 1968 w Meksyku.
Na igrzyskach olimpijskich w 1972 w Monachium zajęła 4. miejsce w sztafecie 4 × 100 metrów (która biegła w składzie: Watson, Mattiline Render, Mildrette Netter i Iris Davis) i odpadła w kwalifikacjach skoku w dal. Zwyciężyła w skoku w dal na igrzyskach Konferencji Pacyfiku w 1973 w Toronto.
Zdobyła złoty medal w sztafecie 4 × 100 metrów (która biegła w składzie: Watson, Brenda Morehead, Chandra Cheeseborough i Pamela Jiles) oraz srebrny medal w skoku w dal (przegrywając jedynie z Kubanką Aną Alexander, a wyprzedzając swą koleżankę z reprezentacji Stanów Zjednoczonych Kathy McMillan na igrzyskach panamerykańskich w 1975 w Meksyku. Zajęła 7. miejsce w sztafecie 4 × 100 metrów (w składzie: Watson, Evelyn Ashford, Debra Armstrong i Cheeseborough) i odpadła w kwalifikacjach skoku w dal na igrzyskach olimpijskich w 1976 w Montrealu.
Watson była mistrzynią Stanów Zjednoczonych (AAU) w skoku w dal w latach 1973–1975, a także halową mistrzynią USA w tej konkurencji w latach 1967, 1972 i 1974–1976.
Trzykrotnie poprawiała rekord USA w skoku w dal do wyniku 6,59 m, uzyskanego 18 lipca 1974 w Sztokholmie. Jej rekord życiowy w biegu na 100 metrów wynosił 11,3 s (ustanowiony 7 lipca 1972 we Frederick).
Martha Watson wystąpiła w 1982 w filmie Życiowy rekord (Personal Best).